# 潘查亚特
潘查亚特（印度斯坦语：पंचायती राज；英语：Panchayati raj、Panchayati Raj Institutions，缩写为PRI、PRIs），又译潘查耶特、盘查亚特、潘查雅特，为南亚地区特别是印度、巴基斯坦和尼泊尔等国的政治制度。从字面意义理解，即“乡村五人长老会”之意。潘查亚特制度在南亚地区有悠久的历史，传统上，“乡村五人长老会”通过定期举行的乡村辩论会竞争产生。

## 历史
“潘查亚特”意为“五人评议会，五老会”，来自梵语（pañca，“五”）加上（āyatana，“入、处、座”），是古印度管理农村的一种制度。它与印度的乡村自治联系在一起，有着悠久的历史。古代印度的潘查亚特制度是同印度的农村公社制度紧密联系在一起的。印度历史的重要特点之一就是区域王国并立，农村公社遍布。农村公社是印度古代区域王国的基础，是农村社会的核心。村社既是行政单位，又是经济单位，有高度的自主权。在古代，各王国的国王同村社直接发生关系，村社只要向王国缴纳规定的田赋，王国就不干涉村社事务。到了中世纪，尽管随着封建采邑制度的实行，在区域王国和公社之间出现了封建领主阶层，但从总体看除税赋以外，村社事务不受干涉。
村社是通过潘查亚特来实现它的自主权或自治权的。在古代包括中世纪的印度，潘查亚特由五个属高级种姓的村社长者组成，所以又称“五老会”，职位往往为世袭。“五老会”拥有行政、立法、司法权，几乎控制了村社生活的各个方面。决定问题的方式通过其成员间的相互讨论和协商。
古代印度潘查亚特制度对王国和领主来说是一种乡村自治组织，而对村社成员来说，却是一种专制组织。如南印度的泰米尔纳德邦坦贾武尔县（坦焦尔）中世纪时期的农村公社，其潘查亚特由婆罗门和非婆罗门的高级种姓把持，把政权、神权与地权结合在一起，执行种姓制法律，在村社内具有至高无上的权威(可把村人開除種姓)。当然，潘查亚特的权力并不是始终如一地那么大。到了莫卧儿王朝统治后期，随着农村公社的逐渐瓦解，潘查亚特也逐渐瓦解，其权力也逐渐减弱；英国人入侵后，潘查亚特制度随之被瓦解。

### 英属印度时期
英属印度初期没有明确规定农村地方行政制度。随着历史发展，殖民当局认识到要管理好农村的共同事务需要有统一的行政管理体制。1882年5月，印度总督乔治·罗宾逊通过建立农村地方管理制度的决议案，里彭的决议并没有很好被贯彻，在大多数省县仍为地方委员会管辖，但至此英印政府逐渐恢复和重组村潘查亚特。1909年，英印政府指定了一个“分散权力”的特别委员会，该委员会强调，为了处理当地事务，需要恢复村潘查亚特。随后，各省里相继通过了各种立法条例，各地村潘查亚特获得迅速的恢复。各省相关立法主要有：
- 1912年：《旁遮普村潘查亚特法令》
- 1914年：《柯钦村潘查亚特法令》
- 1915年：《阿萨姆地方自治法令》
- 1920年：《马德拉斯村潘查亚特法令》、《孟买村播查亚特法令》、《联合省村潘查亚特法令》、《比哈尔村管理法令》和《奥里萨村管理法令》
- 1921年；《旁遮普村潘查亚特法令》
- 1925年：《特拉凡哥尔村潘查亚特法令》
- 1926年：《阿萨姆农村自治法令》
- 1928年：《比卡纳村潘查亚特法令》
- 1939年：《旁遮普村潘查亚特法令》和《卡劳利村潘查亚特法令》

各省相继推出地方法案以后，这些法案对村播查亚特机构组成、职权、财政等方面作出条款规定，作为“村自治机构”，这也是印度历史上对潘查亚特第一次的官方批准。但英国统治时期的村潘查亚特不同于印度古代、中世纪的村潘查亚特，也不完全为“村自治机构”。从其机构组成看，选举受财产条件限制，只有拥有特权的社会名流才能成为其成员。从职权看，尽管赋予诸如环境卫生、照明、娱乐、市场、土地分配、税收、维持治安等职能，但其权力被置于田赋部门（县管理局）直接控制之下，没有税务兼地方行政长官的许诺，不能超越权限。从本质上看，英国殖民政府的农村基层政权，而不是村自治机构。

## 印度
印度独立运动中，国大党领导人甘地竭力主张乡村自治（Swaraj），强调乡村的重要性，认为乡村就是印度。他说“印度不是生活在她的少数大城市里，而是生活在70万个村庄里”，他把每个村庄设想成为一个小“共和国”，重要的东西不依赖于世人而独立；在其他许多方面，村庄之间可以相互依赖；村庄的行政管理由男女五人组成的潘查亚特负责，他们由最少条件限制的成年男女选举产生每年选举一次，它具有行政、立法、司法权。甘地并不排斥全国有一个强大的中心，但必须以村潘查亚特为基础。他设想村潘查亚特应该负责照管乡村卫生、教育、医药管理、消除社会经济的伤残以及诸如此类的事情。至于他的乡村经济计划，则要求在非暴力的自给自足的基础上平均分配财富，充分就业，耕者和政府之间没有中间人，为了自给自足而促进乡村工业的发展，实现它的手段是实行财产托管制度和发展合作制度。他反对广泛使用机器，反对城市化和工业化，因为它们导致了乡村的贫困化和国家的大规模失业。由此可见，甘地的乡村自治思想是一种“复兴以手纺车作为农村经济基础的自给自足的农村公社思想”，这种思想当然是不足取的，也是行不通的。但他强调农村在整个国民经济中的重要作用，认为“如果乡村得到改善，整个国家也将受益”的思想至今还闪烁着光芒。它直接影响着独立以后印度共和国的宪法中要不要规定建立村潘查亚特，实行乡村自治的间题，不过独立以后的印度村潘查亚特同甘地的设想有着本质的区别。

### 法律地位
1950年颁布的印度宪法中，提到与潘查亚特有关的条款有两处，一处在第四部分第40款，“邦将采取措施组织村潘查亚特，并给它们必要的权力和权威，使它们作为地方自治单位起作用。”另一处在宪法附表部分的第7表第2分表(各邦职权表)中第5条：“(各邦拥有对)地方政府，即市法人、改进会、县政局、矿业调节机构，与其他为地方自治或乡村行政目的之地方机构等的组织与权力。”宪法第246条还规定：“保证地方自治的顺利实施是邦的职责”。建立村潘查亚特有三个主要目“在全国鼓励个人参与民主管理进程使村参与从村一级开始的国家开发工作，从而促进乡村条件的改善通过分散权力，减轻邦的管理负担”。
1992年，印度议会通过一项重要决议即第73次宪法修正案，对有关潘查亚特的条款做了某些重大的修正和补充。内容涉及有关潘查亚特的定义、制度、结构、成员数量和选举、表列种姓、表列部落和妇女的位置保留、邦议会和国会议员在潘查亚特中的地位和作用、潘查亚特的任期、潘查亚特及其成员的争议及其处理、潘查亚特的权力、权威和责任、潘查亚特的资金来源和资金使用审计等等，有二十余条。在附表(第11表)中具体列了十余项诸如农业、土地改进、土地改革政策执行、灌溉、水资源管理、畜牧业和渔业、林业、小工业和村庄工业、农村住房、道路交通维护、农村电气化、扶贫工程、教育、技术培训、文化活动、市场交易、卫生、家庭计划、妇女与儿童发展、社会福利事业、弱势群体照顾、公共品分配制度以及社区财产管理等共29项内容。修正案规定各邦设立县、区(乡) 、村三级潘查亚特，每五年进行一次换届选举，潘查亚特中必须要有三分之一的代表是妇女，表列种姓和表列部落的代表人数应不低于他们在人口中的比例。修正案还对潘查亚特的各种权利和责任，其与邦政府的关系做了规定。
1992年第73次宪法修正案与1950年宪法中的寥寥数语相比，是一次巨大的变革。印度许多学者认为，这实际上是要将原有的中央与邦两级政府体制改变为中央—邦—潘查亚特三级政府体制。

### 1992年以前
印度独立以后，潘查亚特制度的发展分为三个阶段：第一阶段为1950年代，以巴尔万特莱·梅塔领导的梅塔委员受美国的资助和推动，发展从村至县的各级潘查亚特；1970年代，人民党执政时期由阿索卡·梅塔委员会再次进行推广。1980年代末开始，加快推行以权力下放为主要特征的潘查亚特制度建设。这一时期国大党开始执政，由拉·甘地领导的国大党政府再次推行潘查亚特制度建设，1989年提出第64次宪法修正案后遭联邦院的否决；拉奥政府继续提出第73次修正案，1992年12月获议会通过。
现代印度实施的潘查亚特制度各邦不完全一致。就层次而言可分四类即一级制、二级制、三级制和四级制，以三级制为主。潘查亚特层次的设置与各邦、各县区划层次有关。一级制指仅有村级潘查亚特。这样的邦有喀拉拉、曼尼普尔、特里普拉、印巴有争议的查谟和克什米尔以及被印度强行吞并的锡金。二级制即存有村级潘查亚特和乡级潘查亚特，或存有村级潘查亚特和县级潘查亚特。奥里萨、喜马偕尔、哈里亚纳属前一种情况，阿萨姆、卡纳塔克属后一种情况。1987年1月，卡纳塔克的潘查亚特进行新的选举，实行新的二级制，即曼达尔潘查亚特和县级潘查亚特。三级制指村级潘查亚特、乡级潘查亚特和县级潘查亚特，实行三级制的邦有安得拉、比哈尔、马哈拉施特拉、旁遮普、拉贾斯坦和泰米尔纳德。西孟加拉实行四级制，即拉姆潘查亚特、安查尔潘查亚特、安查利克帕里沙德、县级潘查亚特。

#### 三级制
1992年印度宪法第73次修正案规定各邦设立县、区(乡) 、村三级潘查亚特。第73次修正案通过以前，三级制为印度各邦潘查亚特设置的主要形式。根据巴尔万特莱·梅塔委员会（梅塔委员会）的建议，三级制分别以行政村级、中间级（发展区、或大区、乡）和县级三级，实行三级制的大多数邦根据巴尔万特莱·梅塔委员会建议的框架设立，即设置村潘查亚特（格拉姆潘查亚特、中间级潘查亚特（发展区潘查亚特，潘查亚特萨米蒂和县潘查亚特（齐拉帕里沙德。也有些不同的情况，主要是建立三级制的单位不同，三级制的命名不同，三级制中的各级权力大小不同。

##### 依行政区划单元设立
以行政区划为基础单元设立。如古吉拉特、卡纳塔克和马哈拉施特拉的潘查亚特萨米蒂以行政区为基础建立。

##### 三级体制的命名不同
三级体制的命名不同。大多数邦根据巴尔万特赖· 梅塔委员会的建议, 但也有少数邦不这样命名。
- 行政村级：古吉拉特邦称格拉姆潘查亚特、或那加尔潘查亚特（Nagar panchayat）；中央邦称格拉姆播查亚特，北方邦称加昂潘查亚特（Gaon panchayat）
- 中间级：阿萨姆邦称安查利克潘查亚特（Anchalik panchayat）、古吉拉塔邦称塔卢克播查亚特（Tuluk panchayat,意即“乡级播查亚特”）,卡纳塔克邦称塔卢克开发局（Tuluk Development board),中央邦称贾纳帕达潘查亚特(Janapada panchayat)、泰米尔纳德邦称播查亚特联合体(Panchayat union),北方邦称谢特拉萨米蒂(Kshettera samiti)。
- 县级：古吉拉特邦称县潘查亚特（District panchayat）、卡纳塔克邦和泰米尔纳德邦称县开发委员会（District Development council），中央邦称齐拉潘查亚特（zilla panchayat）

##### 各级权力大小不同
梅塔委员会设计的框架，中间级即发展区级潘查亚特（潘查亚特萨米蒂）为计划和开发单位，有行政权，这种类型都以拉贾斯坦邦为典型代表。第二种情况，县潘查亚特（齐拉帕里沙德）不是协调顾问机构，而是行政机构，权力最大，典型代表为马哈拉施特拉邦。第三种情况则介于上述二者之间，县级潘查亚特的权力比中间级潘查亚特的权力更大一些，以古吉拉特邦为代表；第四种情况，中间级潘查亚特拥有较大的权力，而县级潘查亚特也有某些行政职能，以安德拉邦为代表。这四种情况，可以归于两类，一类为拉贾斯坦类型，中间级潘查亚特的权力最大，另一类为马哈拉施特拉类型，县级潘查亚特的权力最大。发展趋势上是行政权力由中间级潘查亚特转向县级潘查亚特。

### 1992年以后

#### 村级
“村级潘查亚特”亦即“村级管理委员会”，层次和性质类似于中国大陆的村民委员会，为潘查亚特最基层的机构，基本上由村民直接选举产生。其中，三分之一席位专为妇女保留，另外必须为弱势群体代表保留席位。每一个村级潘查亚特设有一位主席、五个委员会，均由选举产生。每个委员会主管一个关系农村发展的事务，每年召开一次会议，根据选民的要求制定《年度行动计划》，每年可支配不超过25000卢比的财政预算。村级潘查亚特可以通过依法收取土地税、土地使用税等方式来筹集活动资金，一般人均年负担不超过20卢比（不到半美元）。

## 尼泊尔
1960年尼泊爾政變，国王馬亨德拉于1961年引入潘查亚特制度，该制度从上至下规定尼泊尔成为一个绝对君主制国家，并禁止任何政党。1990年尼泊尔人民运动后，潘查亚特制度结束。